# Alepia lanceolata
Alepia lanceolata är en tvåvingeart som beskrevs av Quate och Brown 2004. Alepia lanceolata ingår i släktet Alepia och familjen fjärilsmyggor.
Artens utbredningsområde är Venezuela. Inga underarter finns listade i Catalogue of Life.